# Marc Emmers
Marc Emmers (ur. 25 lutego 1966 w Hamont) – piłkarz belgijski grający na pozycji defensywnego pomocnika.

## Kariera klubowa
Karierę piłkarską Emmers rozpoczął w mieście Genk, w tamtejszym klubie Waterschei SV Thor. W sezonie 1983/1984 zadebiutował w jego barwach w pierwszej lidze belgijskiej, a od następnego był jego podstawowym zawodnikiem. W sezonie 1985/1986 spadł z nim do drugiej ligi i na tym szczeblu rozgrywek występował przez jeden pełny sezon.
W 1987 roku Emmers ponownie grał w pierwszej lidze, gdy odszedł do drużyny KV Mechelen. Wraz z takimi zawodnikami jak Michel Preud’homme, Graeme Rutjes czy Erwin Koeman stanowił o sile zespołu i już w 1988 roku wywalczył wicemistrzostwo Belgii. Kolejne sukcesy osiągnął także w europejskich pucharach. Najpierw sięgnął po Puchar Zdobywców Pucharów (1:0 w finale z Ajaksem Amsterdam), a następnie po Superpuchar Europy (3:0, 0:1 z PSV Eindhoven). Z kolei w 1989 roku został po raz pierwszy w karierze mistrzem kraju. W 1991 roku ponownie był z Mechelen drugi w lidze, a w klubie tym grał do końca sezonu 1991/1992. Łącznie wystąpił w nim 155 razy i zdobył 33 gole.
Latem 1992 roku Emmers odszedł do stołecznego Anderlechtu. Na skutek dużej konkurencji w składzie nie zawsze grał w wyjściowej jedenastce "Fiołków". W latach 1993–1995 trzykrotnie z rzędu zdobywał mistrzostwo Belgii, jednak w pełnił wówczas rolę rezerwowego. W 1994 roku zdobył także Puchar Belgii. Sezon 1995/1996 opuścił z powodu kontuzji, a w następnym rozegrał tylko 5 meczów i ostatecznie odszedł z Anderlechtu.
W 1997 roku Marc odszedł do włoskiej Perugii, jednak w Serie A grał tylko pół roku. Na początku 1998 roku trafił do szwajcarskiego AC Lugano, którego zawodnikiem był do lata 1999. Wtedy też wrócił do Belgii i przez jeden sezon grał w trzecioligowym KTH Diest. W 2000 roku zakończył karierę.
| Sezon   | Klub               | Kraj       | Rozgrywki      | Mecze | Bramki |
| ------- | ------------------ | ---------- | -------------- | ----- | ------ |
| 1983/84 | Waterschei SV Thor | Belgia     | I liga         | 9     | 1      |
| 1984/85 | Waterschei SV Thor | Belgia     | I liga         | 34    | 2      |
| 1985/86 | Waterschei SV Thor | Belgia     | I liga         | 29    | 9      |
| 1986/87 | Waterschei SV Thor | Belgia     | II liga        | 26    | 2      |
| 1987/88 | KV Mechelen        | Belgia     | I liga         | 27    | 6      |
| 1988/89 | KV Mechelen        | Belgia     | I liga         | 33    | 9      |
| 1989/90 | KV Mechelen        | Belgia     | I liga         | 34    | 9      |
| 1990/91 | KV Mechelen        | Belgia     | I liga         | 30    | 4      |
| 1991/92 | KV Mechelen        | Belgia     | I liga         | 31    | 5      |
| 1992/93 | RSC Anderlecht     | Belgia     | I liga         | 14    | 1      |
| 1993/94 | RSC Anderlecht     | Belgia     | I liga         | 16    | 1      |
| 1994/95 | RSC Anderlecht     | Belgia     | I liga         | 25    | 1      |
| 1995/96 | RSC Anderlecht     | Belgia     | I liga         | 0     | 0      |
| 1996/97 | RSC Anderlecht     | Belgia     | I liga         | 5     | 0      |
| 1997/98 | AC Perugia         | Włochy     | Serie A        | 7     | 0      |
| 1997/98 | AC Lugano          | Szwajcaria | Nationalliga A | 14    | 2      |
| 1998/99 | AC Lugano          | Szwajcaria | Nationalliga A | 22    | 1      |
| 1999/00 | KTH Diest          | Belgia     | III liga       | 9     | 2      |

## Kariera reprezentacyjna
W reprezentacji Belgii Emmers zadebiutował 26 marca 1988 roku w wygranym 3:0 towarzyskim spotkaniu z Węgrami. W 1990 roku znalazł się w kadrze na Mistrzostwa Świata we Włoszech. Tam zagrał w trzech grupowych spotkaniach Belgów: z Koreą Południową (2:0), z Urugwajem (3:1) i z Hiszpanią (1:2). Natomiast w 1994 roku został powołany przez selekcjonera Paula Van Himsta do kadry na mundial w USA. Tam także był podstawowym zawodnikiem i wystąpił w trzech spotkaniach: wygranych po 1:0 z Marokiem i z Holandią oraz przegranym 2:3 w 1/8 finału z Niemcami. W kadrze narodowej do 1994 roku rozegrał 37 spotkań i zdobył dwie bramki.